# 林蘭友
林兰友（？年—？年），字翰荃，號自芳，福建兴化府仙游县人。明末政治人物。

## 生平
天啓七年（1627年）丁卯科舉人，崇祯四年（1631年），中辛未科进士。刑部观政，授临桂知县，十年（1637年）行取，十一年擢南京湖广道御史。因夺情事弹劾杨嗣昌，贬为浙江按察司照磨。与何楷、黄道周、刘同升、赵士春称“长安五谏”。迁光禄寺丞。崇禎十七年，李自成陷北京，林蘭友薙髮自匿，仍為賊所捕獲，拷挾備至，終不屈服。李自成敗，逃離北京。唐王时，任太仆少卿，迁佥都御史。清军攻进福州后，全家逃往海边，十余年后逝世。